# Beverley Goddard-Callender
Pour les articles homonymes, voir Goddard et Callender.
Beverley Lanita Callender, née Goddard le 28 août 1956, est une athlète britannique, originaire de la Barbade, deux fois médaillée aux Jeux olympiques d'été.
Elle a représenté le Royaume-Uni aux Jeux olympiques d'été de 1980, remportant, avec Heather Hunte, Kathy Smallwood-Cook et Sonia Lannaman, une médaille de bronze en relais 4 × 100 m.
Quatre ans plus tard, aux Jeux olympiques d'été de 1984, elle remportait la même médaille toujours en relais avec cette fois-ci Simone Jacobs, Kathy Smallwood-Cook et Heather Oakes.
Elle remporta d'autres médailles en relais au niveau européen, mondial et du commonwealth.

## Jeux olympiques
- Jeux olympiques de 1980 à Moscou (URSS) 
  - 6e sur 200 m
  -  Médaille de bronze en relais 4 × 100 m
- Jeux olympiques de 1984 à Los Angeles (États-Unis) 
  -  Médaille de bronze en relais 4 × 100 m

## Championnats du monde d'athlétisme
- Championnats du monde d'athlétisme de 1983 à Helsinki (Finlande)
  -  Médaille d'argent en relais 4 × 100 m

## Championnats d'Europe d'athlétisme
- Championnats d'Europe d'athlétisme de 1978 à Prague (Tchécoslovaquie)
  -  Médaille d'argent en relais 4 × 100 m
- Championnats d'Europe d'athlétisme de 1982 à Athènes (Grèce)
  - 5e sur 200 m
  -  Médaille d'argent en relais 4 × 100 m

## Jeux du Commonwealth
- Jeux du Commonwealth de 1978 à Edmonton (Canada)
  - 5e sur 100 m
  - 4e sur 200 m
  -  Médaille d'or en relais 4 × 100 m
- Jeux du Commonwealth de 1982 à Brisbane (Australie)
  - 6e sur 200 m
  -  Médaille d'or en relais 4 × 100 m

## Sources
- (en) Cet article est partiellement ou en totalité issu de l’article de Wikipédia en anglais intitulé « Beverley Goddard » (voir la liste des auteurs).